# Pia Kjærsgaardová
Pia Kjærsgaardová (Pia Merete Kjærsgaard, * 23. února 1947 Kodaň) je dánská politička za Dánskou lidovou stranu, od roku 2015 předsedkyně dánského parlamentu.
S politikou začala Kjærsgaardová v Pokrokové straně v roce 1979, za kterou se dostala v roce 1984 do dánského parlamentu, kde zůstala do roku 1995. V roce 1995 ze strany odešla a spoluzaložila Dánskou lidovou stranu, jejíž se stala předsedkyní a tou zůstala do roku 2012, kdy ji nahradil Kristian Thulesen Dahl. I za tuto stranu byla dále volena do dánského parlamentu. Po úspěchu strany ve volbách v roce 2015, kdy strana skončila druhá, byla zvolena předsedkyní dánského parlamentu.
Jejími výraznými politickými postoji jsou odpor k euru, k multikulturalismu a zejména k imigraci.